# Korczak II
Korczak II – polski herb szlachecki, odmiana herbu Korczak.

## Opis herbu
Opis zgodnie z klasycznymi regułami blazonowania:
W polu czerwonym trzy wręby srebrne. 
W klejnocie trzy pióra strusie. 
Labry czerwone, podbite srebrem.
Odmiana różni się zatem od Korczaka jedynie klejnotem.

## Najwcześniejsze wzmianki
Nieznana geneza odmiany.

## Herbowni
Cuper, Czupa, Czuryło, Daleszyński, Jeleński, Kotwicz, Łaniewski, Sielicki, Szumański, Świdło, Ulczycki.